# でんきの科学館
でんきの科学館（でんきのかがくかん）は、愛知県名古屋市中区栄二丁目にある中部電力が運営するPR展示施設で、電気に関する科学館（企業博物館）である。

## 概要
1986年（昭和61年）に完成した複合施設「電気文化会館」の1 - 4Fに開館し、2006年（平成18年）7月1日には開館20周年を迎えリニューアルオープンした。2011年（平成23年）3月、実験に特化すべく、はてなプラザをサイエンスプラザとして拡張改装している。
館内には、6つの展示室とシアターがあり、毎日おもしろ実験も行われている。

## 施設
展示室のほか、電気を使った実験も行われている。

### 1階
- コミュニティプラザ
- ロビー

### 2階
- 電気の発見
- サイエンスプラザ

### 3階
- 電気の旅
- 地球とエネルギー
- オームシアター

### 4階
- ふしぎのくに
- 学習ひろば
- でんき資料室

## 利用案内
- 入館時間：9：30 - 17：00
- 休館日
  - 原則として月曜日（祝日、振替休日の場合は翌日）
  - 第3金曜日（8月は除く）
  - 年末年始
- 入館料：無料

## アクセス
- 名古屋市営地下鉄鶴舞線・東山線「伏見駅」4番出口より、東へ徒歩で約2分。